# Turboalternateur
| A | Générateur              |
| B | Turbine                 |
| 1 | Stator                  |
| 2 | Rotor                   |
| 3 | Vannes réglables        |
| 4 | Pales de la turbine     |
| 5 | Flux d'eau              |
| 6 | Axe de rotation (arbre) |

Vue en coupe d'une turbine hydraulique couplée à un générateur électrique.
{

Un turbo-alternateur, turboalternateur ou groupe turbine-alternateur est l'accouplement d'une turbine et d'un alternateur en vue de transformer la puissance mécanique d'un fluide en mouvement en électricité.
Le fluide exploité peut être liquide, comme l'eau d'une rivière pour une centrale hydroélectrique, ou gazeux, comme la vapeur produite par une centrale thermique (classique ou nucléaire).
De telles centrales comprennent généralement plusieurs turbo-alternateurs.

## Physique
La puissance mécanique d'un fluide s'exprime par le produit du débit volumique entrant par la différence de pression entre deux points de son écoulement (l'entrée et la sortie du système observé).
La puissance électrique récupérable est minorée à raison du rendement global du système. Ce rendement global dépend non seulement du rendement propre de la turbine, autrement dit son aptitude à transférer la puissance du fluide à l'arbre de transmission, mais aussi des pertes de puissance indésirables telles que pertes de charge du fluide, frottements mécaniques et électriques notamment qui dégradent l'énergie mécanique en chaleur.